# Castillo de Azuébar
El castillo de Azuébar, situado en la provincia de Castellón, es una fortaleza de origen musulmán construida en el siglo XII con posteriores transformaciones cristianas, que se sitúa en lo alto de un promontorio desde donde se domina la confluencia de las ramblas de Almedíxer y Azuébar y el valle donde se asienta la población.
Sobre su asentamiento se han encontrado restos de un poblado ibérico.
El Castillo de Azuébar, fue donado por Jaime I en 1238 a Juan Gonzálvez de Heredia, estando el monarca Conquistador en El Puig de Santa María preparando el asedio a la ciudad de Valencia. Poseemos constancia documental de los avatares históricos de este castillo desde el siglo XIII, a través de cuatro documentos reales del rey Jaime I. Estos documentos fueron publicados por primera vez por José Martí Coronado, Cronista Oficial de la Villa de Azuébar, en el Boletín de la Academia Valenciana de Genealogía y Heráldica.

## Descripción
El castillo, de planta oval, cuenta con tres torres de base cuadrada, accediéndose por la situada al sur. Las torres almenadas, de dos plantas, están construidas en mampostería sobre base de grandes piedras, mientras que los lienzos de muralla se construyeron con tapial.
En el interior son reconocibles dos aljibes adosados rectangulares con cubierta abovedada.

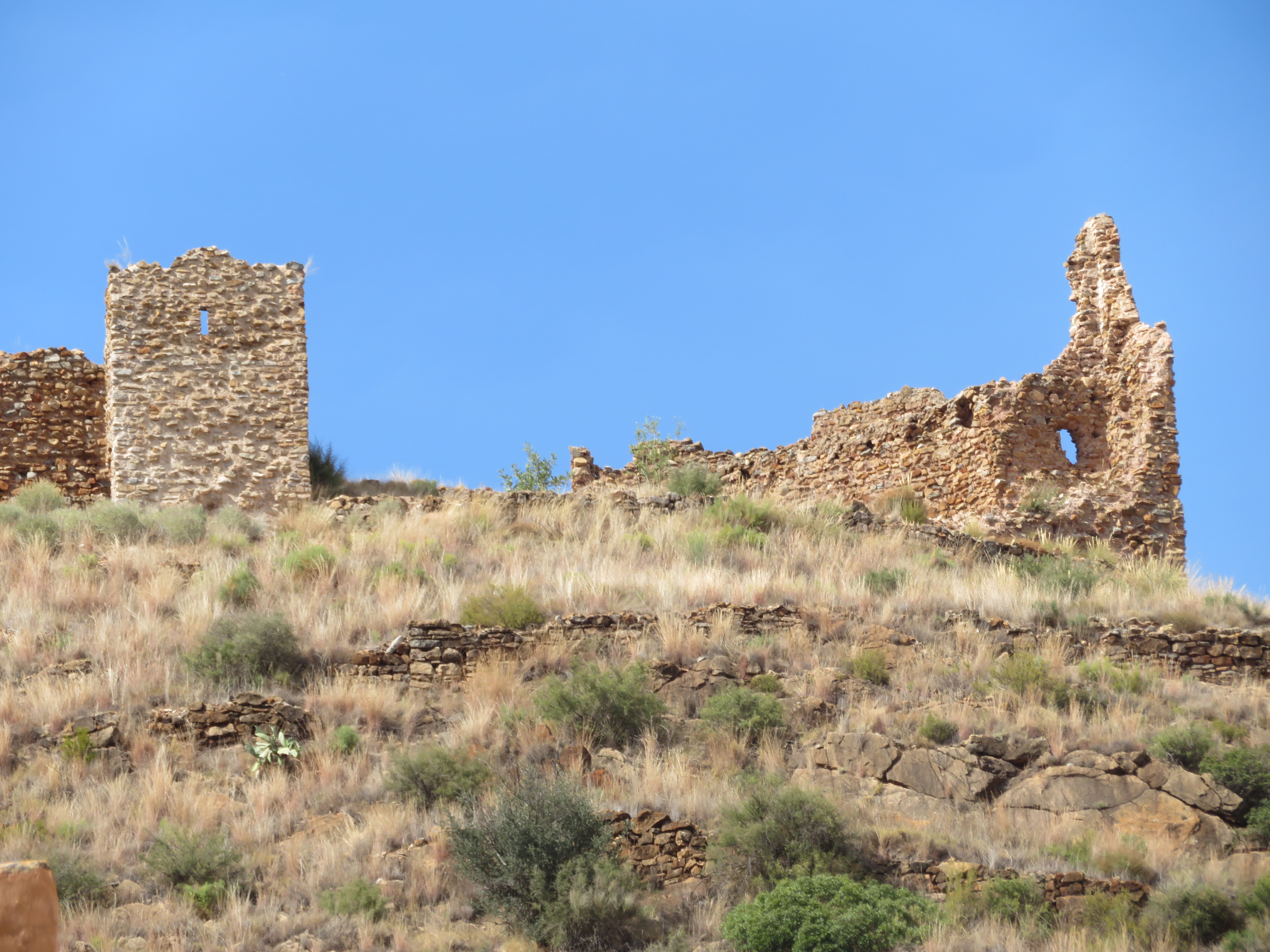
Ruinas del Castillo de Azuébar.